# محمد نسيم
محمد نسيم (1927-2000) هو ضابط سابق في المخابرات المصرية وأحد ضباط الجيش المصري الذين انضموا لتنظيم الضباط الأحرار، وممن شاركوا ضمن الصف الثاني من رجال الثورة. وعندما تولى اللواء صلاح نصر رئاسة جهاز المخابرات العامة المصرية كان محمد نسيم أحد مديري العمليات بالجهاز ورجل المهام الصعبة. من أشهر عمليات محمد نسيم هي إعادة تقييم وتدريب جاسوس المخابرات العامة المصرية الشهير رفعت الجمال «رأفت الهجان».

## المولد والنشأة
ولد محمد نسيم في القاهرة القديمة. في حي المغربلين. المعروف بالدرب الأحمر، كان البيت الذي تربى فيه يقع خلف مسجد المردائي. وهو مسجد لم يكن بالنسبة إليه مكانا للصلاة فقط وإنما للمذاكرة أيضا. قبل أن يكمل ثلاث سنوات توفيت والدته، وفي الخامسة عشرة من عمره انتقلت عائلته إلي حي المنيرة القريب من النادي الأهلي فكانت ملاعب الهوكي وحلبات الملاكمة مفتوحة أمامه، وفيما بعد أصبح بطل الكلية الحربية والقوات المسلحة في الملاكمة. وفيما بعد أيضا أصيب في مباراة للهوكي بين مصر وباكستان في أنفه. لكنه سرعان ما اعتزل الملاكمة عندما وجد نفسه يتلقي لكمة قوية من منافسه على بطولة الجيش عام 1951 صلاح أمان أفقدته الوعي. ورغم أنه فاز في المباراة بالضربة القاضية إلا أنه لم يشأ أن يعيش تلك الحالة مرتين.على أن الرياضة منحته فرصة الزواج من إحدى بطلات مصر في الجمباز. تخرج من الكلية ليلتحق بسلاح المدرعات. وتخرج من الكلية سنة 1951 أي قبل قيام الثورة والمدة التي قضاها داخل الكلية سنتين. شارك سنة 1956 في حرب السويس. وقت العدوان الثلاثي على مصر. بعد تلك الحرب تم اختياره للالتحاق بجهاز المخابرات العامة المصرية وكان الجهاز حديث النشأة وقتذاك.

ضابط المخابرات العامة المصرية الراحل محمد نسيم مع زوجته وولده

## عمله في المخابرات
عمل نسيم في قسم (الخدمة السرية) وهو الجهاز المسؤول عن زرع الجواسيس والمخطط والمدبر لأي عمليات لاختراق أجهزة العدو. أما جهاز (الأمن القومي) فمهمته مكافحة الجواسيس سواء كانوا أجانب أو مصريين يعملون لحساب العدو. مع الوقت بدأ يثبت جدارته ونفسه داخل الجهاز حتى أن بعض العمليات التي قام بها تمت بتكليف من الرئيس الراحل جمال عبد الناصر مباشرة.
أسندت إليه عمليات كثيرة كان ينهيها منتصرا، منها على سبيل المثال عملية الحفار، والتي كان هو ضابطها الميداني وقائدها. كذلك هو من نجح في تهريب عبد الحميد السراج من سجنه بسوريا ونجا ببراعة من محاولة اغتيال دبرها له الموساد بوضع قنبلة زمنية في عادم سيارته بلبنان. وعمليات أخرى شارك فيها محمد نسيم، ذئب المخابرات الأسمر، وهذا اللقب هو الذي أطلقه عليه ضابط المخابرات الشهير عبد المحسن فائق مكتشف الجاسوس المصري رفعت الجمال.[بحاجة لمصدر]

## أسرته
له من الأولاد اثنان هشام وفؤاد ويعملان في مجال السياحة حاليا، ابنه هشام يحمل الرقم القياسي في اجتياز بحر الرمال الأعظم بصحراء مصر الغربية على متن إحدى سيارات تويوتا، هشام نسيم متزوج من إسرائيلية وأنجبت منه طفلة كانت مثار حديث للصحافة المصرية والإسرائيلية.

## اعتزاله ووفاته
ترك محمد نسيم المخابرات بعد أن طُلب منه ذلك في شهر مايو سنة 1971. وأصبح مسئولا عن هيئة تنشيط السياحة في جنوب سيناء. توفي فجر الأربعاء 22 مارس 2000، متأثرا بجلطه في الدم.